# Okiean Lubwi (album Nikołaja Noskowa)
Okiean Lubwi (ros. Океан любви, pol. Ocean miłości) – kompilacja rosyjskiego muzyka Nikołaja Noskowa. Została wydana w 2003 roku. Ostatni album piosenkarza z NOX Music przed podpisaniem kontraktu z Misterija Zwuka.

## Lista utworów
Opracowano na podstawie materiału źródłowego
1. „Это здорово” („Eto zdorowo”)
2. „Романс” („Romans”)
3. „Дышу тишиной” („Dyszu tiszynoj”)
4. „Узнать Тебя” („Uznat' tiebia”)
5. „Исповедь” („Ispowiedʹ”)
6. „Доброй ночи” („Dobroj noczi”)
7. „Зимняя ночь” („Zimniaja nocz”)
8. „Снег” („Snieg”)
9. „Дай мне шанс” („Daj mnie szans”)
10. „Мой друг” („Moj drug”)
11. „Примадонна” („Primadonna”)
12. „Я Тебя Прошу” („Ja tiebia proszu”)